# Bangga Watu
Bangga Watu is een bestuurslaag in het regentschap Oost-Soemba van de provincie Oost-Nusa Tenggara, Indonesië. Bangga Watu telt 358 inwoners (volkstelling 2010).